# Управление ядерным реактором

## Устойчивость работы реактора
Ядерные реакторы проектируются так, чтобы в любой момент времени процесс деления находился в устойчивом равновесии относительно малых изменений параметров, влияющих на реактивность (см. Коэффициент размножения нейтронов). Например, при выдвижении управляющего стержня из реактора коэффициент размножения нейтронов становится больше единицы, что при неизменности всех остальных параметров приводит к экспоненциальному нарастанию скорости ядерной реакции с характерным временем нейтронного цикла от τ = 10−3 с для реакторов на тепловых нейтронах до τ = 10−8 с для реакторов на быстрых нейтронах. Однако при повышении скорости ядерной реакции растёт тепловая мощность реактора, в результате чего растёт температура ядерного топлива, что приводит к уменьшению сечения захвата нейтронов и, в свою очередь, к уменьшению скорости ядерной реакции. Таким образом, случайное повышение скорости ядерной реакции гасится, а вызванное перемещением управляющих стержней или медленным изменением других параметров — приводит к квазистационарному изменению мощности реактора, а не развитию взрыва. Описанная закономерность является одной из физических причин отрицательного мощностного коэффициента реактивности.
Для безопасного управления ядерным реактором крайне важно, чтобы все коэффициенты реактивности были отрицательны. В случае, если хотя бы один коэффициент реактивности положительный, работа реактора становится неустойчивой, причём время развития этой неустойчивости может быть настолько малым, что никакие системы активной аварийной защиты ядерного реактора не успевают сработать. В частности, анализ показал, что положительный паровой коэффициент реактивности реактора РБМК-1000 стал одной из причин Чернобыльской аварии.

## Снижение реактивности
Реактор, работающий в стационарном режиме как угодно долго, представляет собой математическую абстракцию. На самом деле, протекающие в реакторе процессы вызывают ухудшение размножающих свойств среды, и без механизма восстановления реактивности реактор не смог бы работать сколь-либо продолжительное время. Обращение нейтронов в реакторе включает процесс деления; каждый акт деления означает убыль атома делящегося материала, а значит, и снижение k0. Правда, делящиеся атомы частично восстанавливаются за счёт поглощения избытка нейтронов ядрами 238U с образованием 239Pu. Однако накопление нового делящегося материала обычно не компенсирует потерь делящихся атомов, и реактивность снижается. Кроме того, каждый акт деления сопровождается появлением двух новых атомов, ядра которых, как и любые другие ядра, поглощают нейтроны. Накопление продуктов деления также снижает реактивность (см. Иодная яма). Снижение реактивности компенсируется квазистационарным понижением температуры реактора (соответствующее увеличение сечения захвата нейтронов компенсирует падение реактивности и возвращает реактор в критическое состояние). Однако активные зоны энергетических реакторов должны быть разогреты до возможно бо́льшей (проектной) температуры, поскольку коэффициент полезного действия тепловой машины в конечном счёте определяется разностью температур источника тепла и холодильника — окружающей среды. Поэтому нужны системы управления для восстановления реактивности и поддержания проектной мощности и температуры активной зоны.

## Система управления
Система управления была впервые разработана и применена на установке Ф-1.
Ядерный реактор может работать с заданной мощностью в течение длительного времени только в том случае, если в начале работы имеет запас реактивности. Исключение составляют подкритические реакторы с внешним источником тепловых нейтронов. Освобождение связанной реактивности по мере её снижения в силу естественных причин обеспечивает поддержание критического состояния реактора в каждый момент его работы. Первоначальный запас реактивности создается путём постройки активной зоны с размерами, значительно превосходящими критические. Чтобы реактор не становился надкритичным, одновременно искусственно снижается k0 размножающей среды. Это достигается введением в активную зону веществ-поглотителей нейтронов, которые могут удаляться из активной зоны в последующем. Так же, как и в элементах регулирования цепной реакции, вещества-поглотители входят в состав материала стержней того или иного поперечного сечения, перемещающихся по соответствующим каналам в активной зоне. Но если для регулирования достаточно одного-двух или нескольких стержней, то для компенсации начального избытка реактивности число стержней может достигать сотни. Эти стержни называются компенсирующими. Регулирующие и компенсирующие стержни не обязательно представляют собой различные элементы по конструктивному оформлению. Некоторое число компенсирующих стержней может быть стержнями регулирования, однако функции тех и других отличаются. Регулирующие стержни предназначены для поддержания критического состояния в любой момент времени, для остановки, пуска реактора, перехода с одного уровня мощности на другой. Все эти операции требуют малых изменений реактивности. Компенсирующие стержни постепенно выводятся из активной зоны реактора, обеспечивая критическое состояние в течение всего времени его работы.
Иногда стержни управления делаются не из материалов-поглотителей, а из делящегося вещества или материала-рассеивателя. В тепловых реакторах — это преимущественно поглотители нейтронов, эффективных же поглотителей быстрых нейтронов нет. Такие поглотители, как кадмий, гафний и другие, сильно поглощают лишь тепловые нейтроны благодаря близости первого резонанса к тепловой области, а за пределами последней ничем не отличаются от других веществ по своим поглощающим свойствам. Исключение составляет бор, сечение поглощения нейтронов которого снижается с энергией значительно медленнее, чем у указанных веществ, по закону l / v. Поэтому бор поглощает быстрые нейтроны хотя и слабо, но несколько лучше других веществ. Материалом-поглотителем в реакторе на быстрых нейтронах может служить только бор, по возможности обогащенный изотопом 10В. Помимо бора в реакторах на быстрых нейтронах для стержней управления применяются и делящиеся материалы. Компенсирующий стержень из делящегося материала выполняет ту же функцию, что и стержень-поглотитель нейтронов: увеличивает реактивность реактора при естественном её снижении. Однако, в отличие от поглотителя, такой стержень в начале работы реактора находится за пределами активной зоны, а затем вводится в активную зону. Из материалов-рассеивателей в быстрых реакторах употребляется никель, имеющий сечение рассеяния быстрых нейтронов несколько больше сечений других веществ. Стержни-рассеиватели располагаются по периферии активной зоны и их погружение в соответствующий канал вызывает снижение утечек нейтронов из активной зоны и, следовательно, возрастание реактивности. В некоторых специальных случаях целям управления цепной реакцией служат подвижные части отражателей нейтронов, при перемещении изменяющие утечки нейтронов из активной зоны. Регулирующие, компенсирующие и аварийные стержни совместно со всем оборудованием, обеспечивающим их нормальное функционирование, образуют систему управления и защиты реактора (СУЗ).

## Аварийная защита
На случай непредвиденного катастрофического развития цепной реакции, а также возникновения других аварийных режимов, связанных с энерговыделением в активной зоне, в каждом реакторе предусмотрено экстренное прекращение цепной реакции, осуществляемое сбрасыванием в активную зону специальных аварийных стержней или стержней безопасности. Аварийные стержни изготовляются из поглощающего нейтроны материала. Они сбрасываются под действием силы тяжести в центральную часть активной зоны, где поток наибольший, а значит, и наиболее велика отрицательная реактивность, вносимая в реактор стержнем. Стержней безопасности, как и регулирующих, обычно два или несколько, однако, в отличие от регуляторов, они должны связывать возможно бо́льшую величину реактивности. Функцию стержней безопасности может выполнять и часть компенсирующих стержней.